# Archiprezbiter
Archiprezbiter – urząd lub tytuł honorowy w Kościele katolickim. 
- archiprezbiter miejski (archiprezbiter biskupi) – dawniej kapłan kościoła katedralnego w mieście biskupim, będący pierwszym zastępcą biskupa w pełnieniu funkcji liturgicznych niewymagających sakry biskupiej
- archiprezbiter wiejski – dawniej kapłan stojący na czele archiprezbiteratu (w ciągu wieków funkcja archiprezbitera wiejskiego utożsamiała się z funkcją dziekana, obecnie jest rzadko używanym zamiennikiem terminu „dziekan”)
- archiprezbiter kapitulny – dawniej kapłan kapituły kolegiackiej lub katedralnej
- archiprezbiter honorowy – tytuł rektorów-kardynałów bazylik rzymskich (jako tytuł honorowy przetrwał również archiprezbiter miejski, nadawany kapłanom najważniejszych kościołów – w Polsce proboszczom Kościoła Mariackiego w Krakowie)[1].